# Xylocopa bombiformis
Xylocopa bombiformis är en biart som beskrevs av Smith 1874. Xylocopa bombiformis ingår i släktet snickarbin, och familjen långtungebin. Inga underarter finns listade i Catalogue of Life.